# Cristiano Enrico di Brandeburgo-Kulmbach
Cristiano Enrico di Brandeburgo-Kulmbach (Bayreuth, 29 luglio 1661 – Weferlingen, 5 aprile 1708) fu margravio di Brandeburgo-Kulmbach.

## Biografia
Cristiano era figlio di Giorgio Alberto di Brandeburgo-Kulmbach e di Maria Elisabeth di Holstein-Glücksburg.
Nel 1694 si trasferì, completamente indebitato, con la propria famiglia nel castello di Schönberg, dove nel 1703 firmò il trattato di Schönberg. In questo trattato rinunciò ad ogni possibilità di succedere nel Principato di Ansbach e nel Principato di Bayreuth e cedette questo diritto alla Prussia. Come compenso per questa cessione, ricevette da Federico I di Prussia un maniero dismesso appartenente agli Hohenzollern, il castello di Weferlingen. 
Nel 1704 si trasferì con la propria famiglia nella nuova residenza, morì quattro anni dopo. 

## Matrimonio ed eredi
Cristiano sposò nel 1687 Sofia Cristiana di Wolfstein, dalla quale ebbe sei figli che raggiunsero l'età adulta:
- Giorgio Federico Carlo (1688-1735);
- Alberto Wolfango (1689-1734);
- Sofia Maddalena (1700-1770), sposò Cristiano VI di Danimarca;
- Federico Ernesto (1703-1762);
- Sofia Carolina (1707-1764), sposò Giorgio Alberto di Ostfriesland;
- Federico Cristiano (1708-1769).

## Ascendenza
|                                          |   |                                     | Genitori                         |  |  | Nonni |  |  | Bisnonni                                |  |  | Trisnonni                      |  |
|                                          |   |                                     |                                  |  |  |       |  |  | Giorgio Federico di Brandeburgo-Ansbach |  |  | Giorgio di Brandeburgo-Ansbach |  |
|                                          |   |                                     |                                  |  |  |       |  |  | Giorgio Federico di Brandeburgo-Ansbach |  |  | Giorgio di Brandeburgo-Ansbach |  |
|                                          |   | Emilia di Sassonia                  |                                  |  |  |       |  |  | Giorgio Federico di Brandeburgo-Ansbach |  |  |                                |  |
| Cristiano di Brandeburgo-Bayreuth        |   |                                     |                                  |  |  |       |  |  | Giorgio Federico di Brandeburgo-Ansbach |  |  |                                |  |
|                                          |   | Elisabetta di Anhalt-Zerbst         | Gioacchino Ernesto di Anhalt     |  |  |       |  |  |                                         |  |  |                                |  |
|                                          |   | Elisabetta di Anhalt-Zerbst         | Gioacchino Ernesto di Anhalt     |  |  |       |  |  |                                         |  |  |                                |  |
|                                          |   | Elisabetta di Anhalt-Zerbst         | Agnese di Barby                  |  |  |       |  |  |                                         |  |  |                                |  |
| Giorgio Alberto di Brandeburgo-Kulmbach  |   | Elisabetta di Anhalt-Zerbst         |                                  |  |  |       |  |  |                                         |  |  |                                |  |
|                                          |   | Alberto Federico di Prussia         | Alberto I di Prussia             |  |  |       |  |  |                                         |  |  |                                |  |
|                                          |   | Alberto Federico di Prussia         | Alberto I di Prussia             |  |  |       |  |  |                                         |  |  |                                |  |
|                                          |   | Alberto Federico di Prussia         | Anna Maria di Brunswick-Lüneburg |  |  |       |  |  |                                         |  |  |                                |  |
| Maria di Hohenzollern                    |   | Alberto Federico di Prussia         |                                  |  |  |       |  |  |                                         |  |  |                                |  |
|                                          |   | Maria Eleonora di Jülich-Kleve-Berg | Guglielmo di Jülich-Kleve-Berg   |  |  |       |  |  |                                         |  |  |                                |  |
|                                          |   | Maria Eleonora di Jülich-Kleve-Berg | Guglielmo di Jülich-Kleve-Berg   |  |  |       |  |  |                                         |  |  |                                |  |
|                                          |   | Maria Eleonora di Jülich-Kleve-Berg | Maria d'Austria                  |  |  |       |  |  |                                         |  |  |                                |  |
| Cristiano Enrico di Brandeburgo-Kulmbach |   | Maria Eleonora di Jülich-Kleve-Berg |                                  |  |  |       |  |  |                                         |  |  |                                |  |
|                                          | … | …                                   |                                  |  |  |       |  |  |                                         |  |  |                                |  |
|                                          | … | …                                   |                                  |  |  |       |  |  |                                         |  |  |                                |  |
|                                          | … | …                                   |                                  |  |  |       |  |  |                                         |  |  |                                |  |
| …                                        | … |                                     |                                  |  |  |       |  |  |                                         |  |  |                                |  |
|                                          |   | …                                   | …                                |  |  |       |  |  |                                         |  |  |                                |  |
|                                          |   | …                                   | …                                |  |  |       |  |  |                                         |  |  |                                |  |
|                                          |   | …                                   | …                                |  |  |       |  |  |                                         |  |  |                                |  |
| Maria Elisabetta di Holstein-Glücksburg  |   | …                                   |                                  |  |  |       |  |  |                                         |  |  |                                |  |
|                                          |   | …                                   | …                                |  |  |       |  |  |                                         |  |  |                                |  |
|                                          |   | …                                   | …                                |  |  |       |  |  |                                         |  |  |                                |  |
|                                          |   | …                                   | …                                |  |  |       |  |  |                                         |  |  |                                |  |
| …                                        |   | …                                   |                                  |  |  |       |  |  |                                         |  |  |                                |  |
|                                          |   | …                                   | …                                |  |  |       |  |  |                                         |  |  |                                |  |
|                                          |   | …                                   | …                                |  |  |       |  |  |                                         |  |  |                                |  |
|                                          |   | …                                   | …                                |  |  |       |  |  |                                         |  |  |                                |  |
|                                          |   | …                                   |                                  |  |  |       |  |  |                                         |  |  |                                |  |

| Controllo di autorità | VIAF (EN) 7742462 · CERL cnp01039128 · GND (DE) 100979440 |